# دوغلاس هوتون كامبل

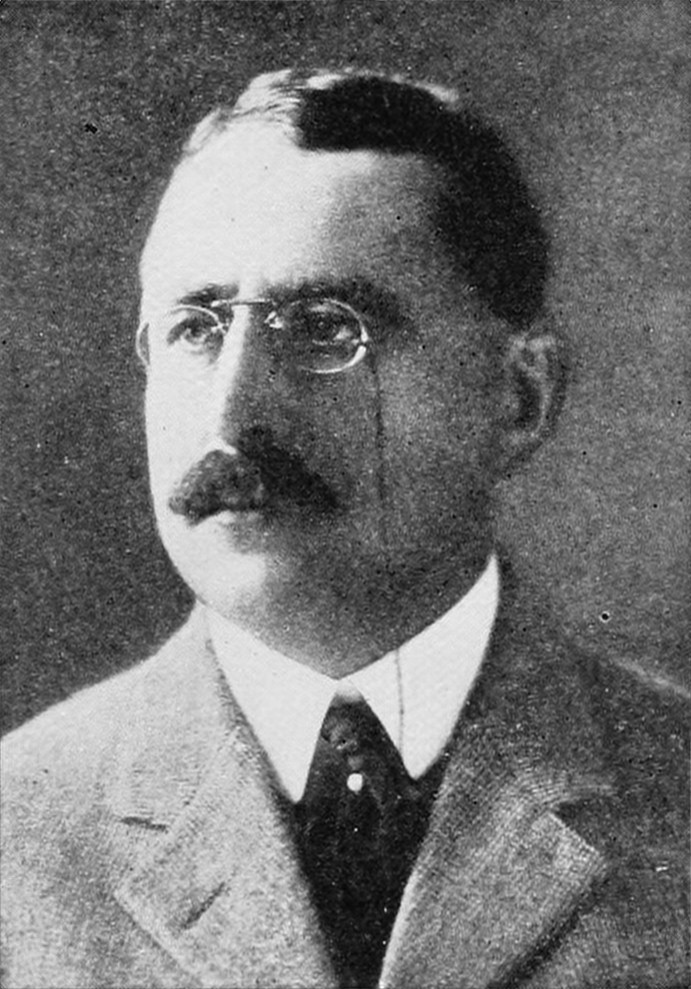
دوغلاس هوتون كامبل

دوغلاس هوتون كامبل (بالإنجليزية: Douglas Houghton Campbell)‏ (19 ديسمبر 1859 - 24 فبراير 1953) عالم نبات وأستاذ جامعي أمريكي كان واحد من أصل 48 واحدا من الأساتذة في تأسيس 15 في جامعة ستانفورد وقد وصفت وفاته بأنها «نهاية. حقبة من مجموعة من التشكل محطة كبيرة».

## روابط خارجية
- دوغلاس هوتون كامبل على موقع الموسوعة البريطانية (الإنجليزية)
- National Academy of Sciences Biographical Memoir
- Douglas Houghton Campbell Papers
- مؤلفات Douglas Houghton Campbell في مشروع غوتنبرغ
- أعمال أو نبذة عن دوغلاس هوتون كامبل على أرشيف الإنترنت